# 志野光子
志野 光子（しの みつこ、1963年7月24日 - ）は、日本の外交官。現在、在ドイツ日本国大使館特命全権大使。

## 経歴・経歴
愛知県西加茂郡三好町（現・みよし市）出身。愛知県立岡崎高等学校に進学。2年次にカナダに留学した。高校時代に映画『ソフィーの選択』（1982年）を見たことがきっかけで外交官を志す。「私は子ども時代、体が弱かったので、見捨てられる娘と自分が重なり、恐怖を覚えました。こんな悲劇を起こしたくない。あのころからずっと、その思いを持ち続け、今も外交に携わる原動力です」と志野は述べている。1983年（昭和58年）3月、同校を卒業。
1987年（昭和62年）3月、一橋大学法学部卒業。大学では国際法を専攻した。同年4月、外務省に入省。希望した国連局人権難民課に配属されたのち、語学留学でドイツの大学に2年通った。留学先の大学で物理を専攻するドイツ人と知り合い、結婚。長男と長女がいる。
外務省中南米局中南米第一課首席事務官、在ドイツ日本国大使館一等書記官を経て、2003年（平成15年）在ポーランド日本国大使館参事官。2006年（平成18年）外務省経済局アジア太平洋経済協力室長、2008年（平成20年）総合外交政策局人権人道課長。2009年（平成21年）子の親権問題担当室長併任。2010年（平成22年）12月24日、イタリア大使館兼アルバニア大使館、サンマリノ大使館、マルタ大使館公使参事官。2013年（平成25年）1月イタリア公使。2014年（平成26年）7月4日からアイスランド駐箚特命全権大使。
2016年（平成28年）9月26日から在ジュネーブ国際機関日本政府代表部大使。2017年3月に国際連合欧州本部で開催された国際連合人権理事会で日本及びEU主導による北朝鮮への責任追及決議案の採択がなされた際には「北朝鮮が再度、国際的な懸念事項への対処ならびに拉致問題の解決に向けて、国際社会と建設的な対話をすることを求める」等との発言を行った。
2018年（平成30年）、外務副報道官、外務省大臣官房参事官（報道・広報・文化交流担当）、内閣府地方創生推進事務局参事官（産業遺産担当）に就任。2019年（令和元年）7月、国際文化交流審議官、内閣官房内閣審議官（内閣官房副長官補付）、内閣官房まち・ひと・しごと創生本部事務局次長、内閣府地方創生推進室次長、内閣府地方創生推進事務局審議官。
2021年（令和3年）4月24日、新型コロナウイルスに感染したことが確認された。
同年6月22日、儀典長兼東京オリンピック・パラリンピック競技大会担当大使。2022年（令和4年）7月、故安倍晋三国葬儀葬儀実行幹事会幹事。同年9月1日、大臣官房付。9月15日、国連大使。
2024年 (令和6年) 9月24日、ドイツ駐箚特命全権大使。

## 同期
- 阿部康次（22年：駐マダガスカル大使（コモロ兼轄）、19年：フランス公使）
- 飯島俊郎（19年：宮内庁式部副長、18年：経済局審議官、16年：総合外交政策局参事官）
- 石塚英樹（23年：ジョージア大使）
- 伊澤修（25年:北大西洋条約機構（NATO）日本政府代表部大使 22年：セネガル大使）
- 植野篤志（22年：カンボジア大使、20年：国際協力局長）
- 岡野正敬（25年:国家安全保障局長 23年：外務事務次官、22年：内閣官房副長官補、21年：総合外交政策局長、19年：国際法局長）
- 小和田雅子（皇后雅子）（19年：立后、93年：皇太子妃冊立）
- 紀谷昌彦（22年：ASEAN大使、19年：シドニー総領事、17年：政策立案参事官、15年：南スーダン大使）
- 柴田裕憲（23年：エチオピア大使、20年国際協力機構理事）
- 高橋克彦（24年:政府代表・特命全権大使（国際経済・貿易担当ほか） 21年：マレーシア大使、19年：中東アフリカ局長）
- 塚田玉樹（23年：イラン大使、20年：米国特命全権公使、19年：地球規模課題審議官）
- 津川貴久（23年：農畜産業振興機構理事、20年：ベナン大使）
- 中川弘一（22年：在コルカタ総領事）
- 中川勉（23年：アフリカ連合代表部大使、21年：出入国在留管理庁審議官、18年：デトロイト総領事）
- 中田昌宏（22年：スイス公使）
- 中村和人（24年:キューバ大使 22年：ニカラグア大使）
- 中村耕一郎（24年：エストニア大使、21年：内閣情報調査室内閣衛星情報センター分析部長、18年：ウラジオストク総領事）
- 早川修（24年：ドミニカ共和国大使、22年：立命館アジア太平洋大学教授）
- 樋口義広（19年：マダガスカル大使）
- 松浦博司（24年：ケニア大使、20年：イギリス公使）
- 松田弥生（05年：弁護士）
- 丸山浩平（22年：在バンクーバー総領事、19年在釜山総領事）
- 本清耕造（24年：メキシコ大使、21年：在ジュネーブ国際機関日本政府代表部次席常駐代表、20年：軍縮不拡散・科学部長）
- 山内弘志（22年：アルゼンチン大使、21年：国際情報統括官）